# 앤투언 메이뱅크
앤투언 메이뱅크(Anthuan Maybank, 1969년 12월 30일 ~ )는 미국의 육상 선수로 1996년 애틀랜타 올림픽에서 1600m 릴레이 금메달을 획득하였다.
사우스캐롤라이나주 조지타운에서 태어났다. 미국 팀을 위하여 최종 주자로 달리고, 놀랍게도 개인 종목에서 은메달을 딴 로저 블랙으로부터 공격을 떨쳐버렸다. 당시 메이뱅크는 잘 알려진 육상 선수가 아니었다.
그러나 몇 주 후에 취리히에서 열린 명문 대회에서 400m를 우승하면서 자신의 재능을 확립하였다.
그는 자신이 400m에서 46.67초의 현재 주립 기록을 세운 조지타운 고등학교에서 프레디 영의 코치를 받았고, 완전한 육상 장학금에 아이오와 대학교에서 수학하였다.
그는 현재 델라웨어주에 살면서 태트놀 학교를 위한 단거리달리기 코치를 맡고 있다.